# Били сир Оази
Били сир Оази (фр. Billy-sur-Oisy) насеље је и општина у источном делу централне Француске у региону Бургоња, у департману Нијевр која припада префектури Кламси.
По подацима из 2011. године у општини је живело 405 становника, а густина насељености је износила 15,2 становника/km². Општина се простире на површини од 26,65 km². Налази се на средњој надморској висини од 203 метара (максималној 292 m, а минималној 172 m).

## Демографија
| 1962. | 1968. | 1975. | 1982. | 1990. | 1999. | 2011. |
| ----- | ----- | ----- | ----- | ----- | ----- | ----- |
| 444   | 464   | 427   | 389   | 392   | 400   | 405   |

График промене броја становника у току последњих година